# Fogg Art Museum

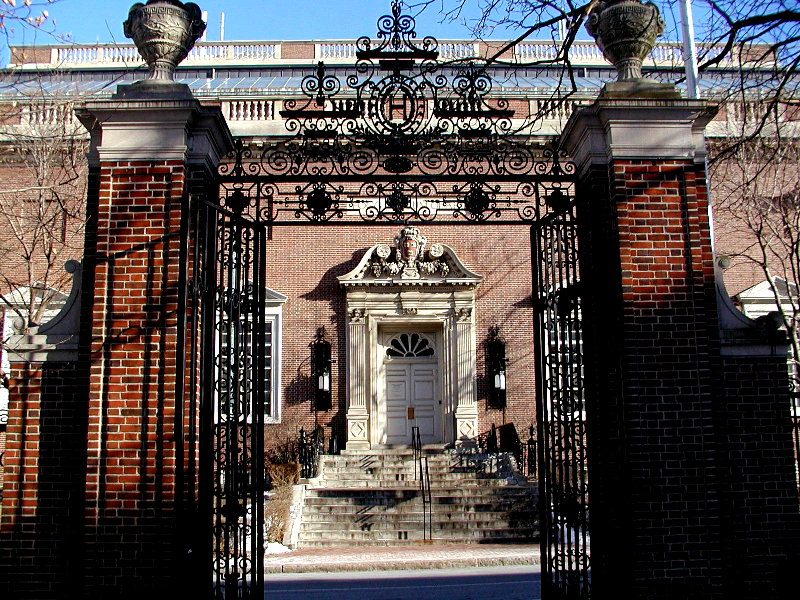
Fogg Art Museum

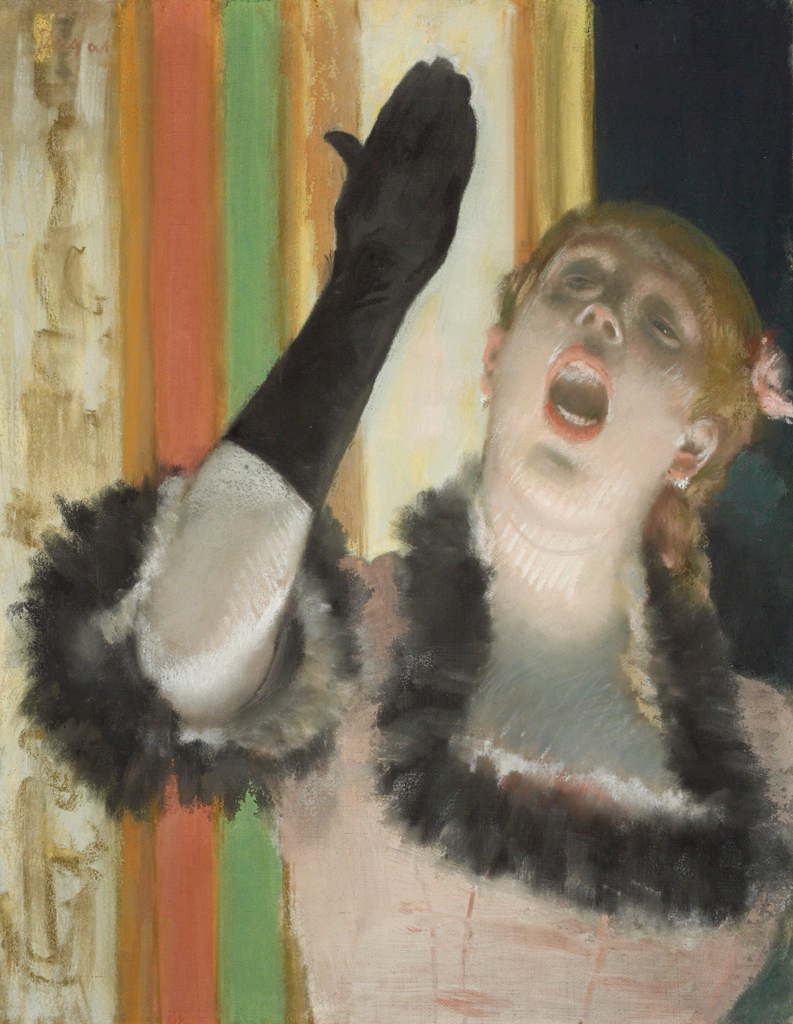
Edgar Degas, Cantante d'opera

Il Fogg Art Museum è un museo statunitense situato a Cambridge (Massachusetts), nell'Università di Harvard. Assieme al Busch-Reisinger Museum e all'Arthur M. Sackler Museum forma gli Harvard Art Museums.

## Storia
Aperto al pubblico nel 1896, è il museo più antico dell'Università di Harvard. Originariamente era ospitato in un edificio in stile neorinascimentale di Richard Morris Hunt. Nel 1925 l'edificio venne demolito e ricostruito in stile Georgian Revival degli architetti Coolidge, Shepley, Bulfinch e Abbott. Nel 2008 il museo è stato chiuso per un progetto di rinnovo, che comprende la costruzione di un nuovo padiglione disegnato da Renzo Piano, dove verranno riuniti i tre musei di Harvard. Durante la chiusura un gruppo selezionato di opere d'arte del Fogg Museum è stato esposto all'Arthur M. Sackler Museum.

## Collezione
Il Fogg Museum è famoso per la sua collezione di arte occidentale, che comprende dipinti, sculture, arti decorative, fotografia, stampe e disegni, databili dal Medioevo al presente. Tra le sezioni di maggior pregio spiccano quelle sul Rinascimento italiano, sui Preraffaelliti e sull'arte francese del XIX secolo. Notevole anche la collezione di arte americana del XX secolo.
Fa parte del museo la collezione di Maurice Wertheim, che comprende un cospicuo numero di opere di pittori impressionisti e postimpressionisti, tra cui Paul Cézanne, Edgar Degas, Édouard Manet, Henri Matisse, Claude Monet (La Gare Saint-Lazare), Pablo Picasso e Vincent van Gogh. La collezione di Grenville L. Winthrop invece comprende più di 4000 opere d'arte.
Tra gli artisti rappresentati ci sono anche William Blake, Edward Burne-Jones, Jacques-Louis David, Honoré Daumier, Winslow Homer, Jean Auguste Dominique Ingres, Pierre-Auguste Renoir, Auguste Rodin, John Singer Sargent, Henri de Toulouse-Lautrec e James Abbott McNeill Whistler.
Tra gli italiani Beato Angelico (Crocifissione con il cardinale Torquemada), Sandro Botticelli (Crocifissione simbolica, 1497 circa) Piero di Cosimo (Disavventure di Sileno, 1500-1505 circa), Cosmè Tura, Canaletto, Cima da Conegliano (Madonna col Bambino e santi), Corrado Giaquinto, ecc.
Tra le incisioni e i disegni, opere di Dürer (Sant'Eustachio) e dell'australiana G. W. Bot.